# بازیلیکا سنت میکائیل
بازیلیکا سنت میکائیل (انگلیسی: St. Michael's Basilica, Miramichi) یک کلیسا بازیلیکا در میرامیچی، نیوبرانزویک، کانادا است.
این کلیسا که در سال ۱۹۲۱ تأسیس شده دارای ۱۲۰۰ نفر برای مراسم‌های مذهبی است.